# Bellevaux
Bellevaux este o comună în departamentul Haute-Savoie din sud-estul Franței. În 2009 avea o populație de 1.322 de locuitori.

## Evoluția populației
| An        | 1975  | 1982  | 1990  | 1999  | 2006  | 2009  |
| --------- | ----- | ----- | ----- | ----- | ----- | ----- |
| Populație | 1.028 | 1.083 | 1.113 | 1.158 | 1.321 | 1.322 |